# بلدة إلبا (مقاطعة لابير)
إلبا، مقاطعة لابير (بالإنجليزية: Elba Township, Lapeer County, Michigan)‏ هي بلدة تقع بولاية ميشيغان في الولايات المتحدة. تبلغ مساحتها 88.1 (كم²)، وترتفع عن سطح البحر 259 م، بلغ عدد سكانها 5462 نسمة في عام تعداد الولايات المتحدة 2000 حسب إحصاء مكتب تعداد الولايات المتحدة وتصل الكثافة السكانية فيها 64.3 نسمة/كم2.

## وصلات خارجية
- The US50 - Cities and Towns in Michigan State
- Michigan Cities and Towns, Facts, Map, Flag, Colleges, Government, and More